# Tihotapska podmornica
Tihotapska podmornica (ang. narco-submarine) je majhna žepna podmornica namenjena tihotapljenju drog.Uporabljajo jih karteli za prevoz kokaina od Kolumbije do Mehike, večina kokaina gre potem po kopnem do ZDA.
Prva taka plovila so se pojavila leta 1993, prvi primerki so bili polpodmornice, ki se niso zmogli povsem potopiti. Kasneje so se pojavile bolj soficitirane podmornice, ki jih je izredno težko locirati s sonarjem, radarjem ali IR-detektorjem.
Tipična 18 metrska podmornica lahko tovori do 10 ton kokaina in lahko pluje s hitrostjo 18 km/h. Poganja jo dizelski motor z močjo 225–260 kW, doseg je okrog 3200 kilometrov. Tipično so grajene iz fiberglasa. Cena zgradnje je ocenjena do največ okrog 2 milijona USD, kokainski tovor je vreden do okrog 100 milijonov USD.